# Калушин
Калу́шин (пол. Kałuszyn) — місто в східній Польщі.
Належить до Мінського повіту Мазовецького воєводства.

## Демографія
Демографічна структура станом на 31 березня 2011 року:
|          | Загалом | Допрацездатний вік | Працездатний вік | Постпрацездатний вік |
| -------- | ------- | ------------------ | ---------------- | -------------------- |
| Чоловіки | 1476    | 333                | 1018             | 125                  |
| Жінки    | 1471    | 298                | 876              | 297                  |
| Разом    | 2947    | 631                | 1894             | 422                  |